# Machabee
Machabee – miejscowość na Seszelach; położone w północnej części wyspy Mahé i dystrykcie Glacis.